# Rue Marceline-Desbordes-Valmore
Pour les articles homonymes, voir Desbordes.
La rue Marceline-Desbordes-Valmore est une voie du 16e arrondissement de Paris, en France.

## Situation et accès
La rue Marceline-Desbordes-Valmore est une voie publique située dans le 16e arrondissement de Paris. Elle débute au 75, rue de la Tour et se termine au 6, rue Faustin-Hélie.
Le quartier est desservi par la ligne 9 aux stations Rue de la Pompe et La Muette. On trouve également à proximité la ligne C du RER en gare de Boulainvilliers.

## Origine du nom

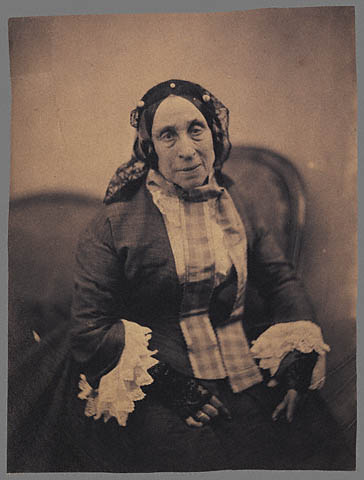
Marceline Desbordes-Valmore.

La rue porte le nom de la poétesse française Marceline Desbordes, dame Valmore (1786-1859).

## Historique

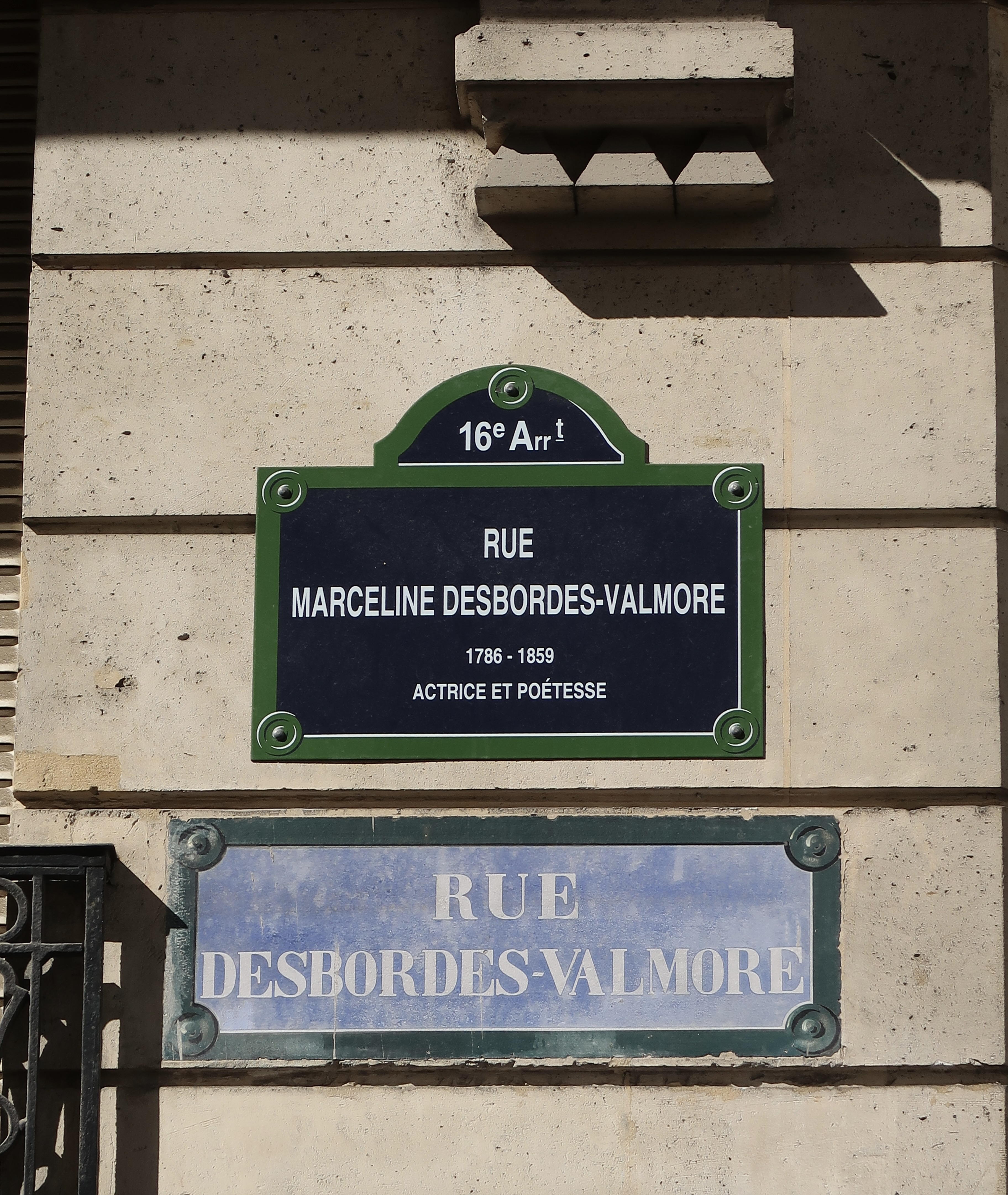
Ancienne et nouvelle plaques.

Cette voie de l'ancienne commune de Passy est ouverte sur les terrains de l’ancien parc Guichard sous le nom de « rue Notre-Dame »,.
Classée dans la voirie parisienne par un décret du 23 mai 1863, elle prend la dénomination de « rue Desbordes-Valmore » en vertu d'un autre décret en date du 24 août 1864.
Par délibération du Conseil de Paris en date des 12, 14 et 15 novembre 2019, elle prend le nom de « rue Marceline-Desbordes-Valmore,, ».

## Bâtiments remarquables et lieux de mémoire
- Nos 4 à 22 : série d’hôtels particuliers, à toit vertical en ardoise avec mansardes, pour artistes comprenant un atelier côté jardin (actuellement parfois couvert d'herbe), construits entre 1879 et 1895. Plusieurs d’entre eux sont l’œuvre de l’architecte Louis Salvan[6]. L'arrière de cette série « correspond » à l'arrière des numéros impairs de la villa Guibert.
- No 4 : hôtel particulier construit en 1892 par Louis Salvan[7]. Le n°6 n'apparait pas.
- Nos 8-10-12 : hôtels particuliers construits en 1879 par Louis Salvan[7]. En fait, par substitution de permis (?), le n°12 est signé P. Vibert 1894.
- No 10 : construit en 1879, cet hôtel particulier avec jardin est en vente en 1906 pour la somme de 125 000 francs[8].
Y a vécu le diplomate américain William C. Bullitt. Sa fille y est née[9].
- No 14 : en 1892, on trouve à cette adresse une clinique spécialisée dans les maladies des yeux, dans laquelle, « dans un but humanitaire, les opérés nécessiteux sont nourris, logés gratuits »[10]. Signé L. Salvan.
- No 16 : signé L. Salvan.
- No 18 : comprend quatre sculptures architecturales identiques sur le toit. Signé L SALVANT 1880.
- No 20 : hôtel particulier construit en 1881 par l’architecte Sidney Dunnett[6].
- Le jurisconsulte Faustin Hélie (1799-1884) a vécu dans cette rue de 1879 à sa mort[11].

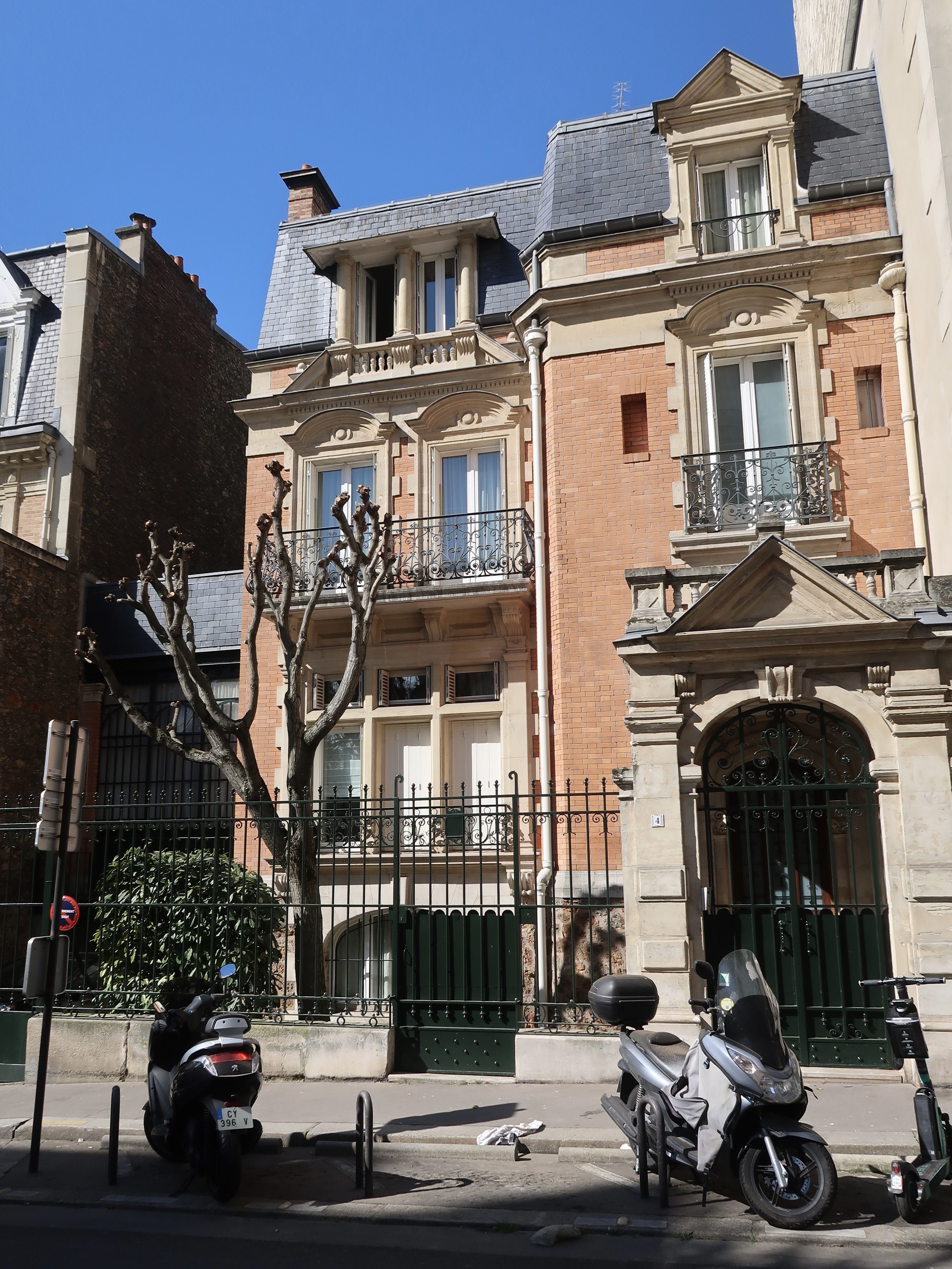
No 4.
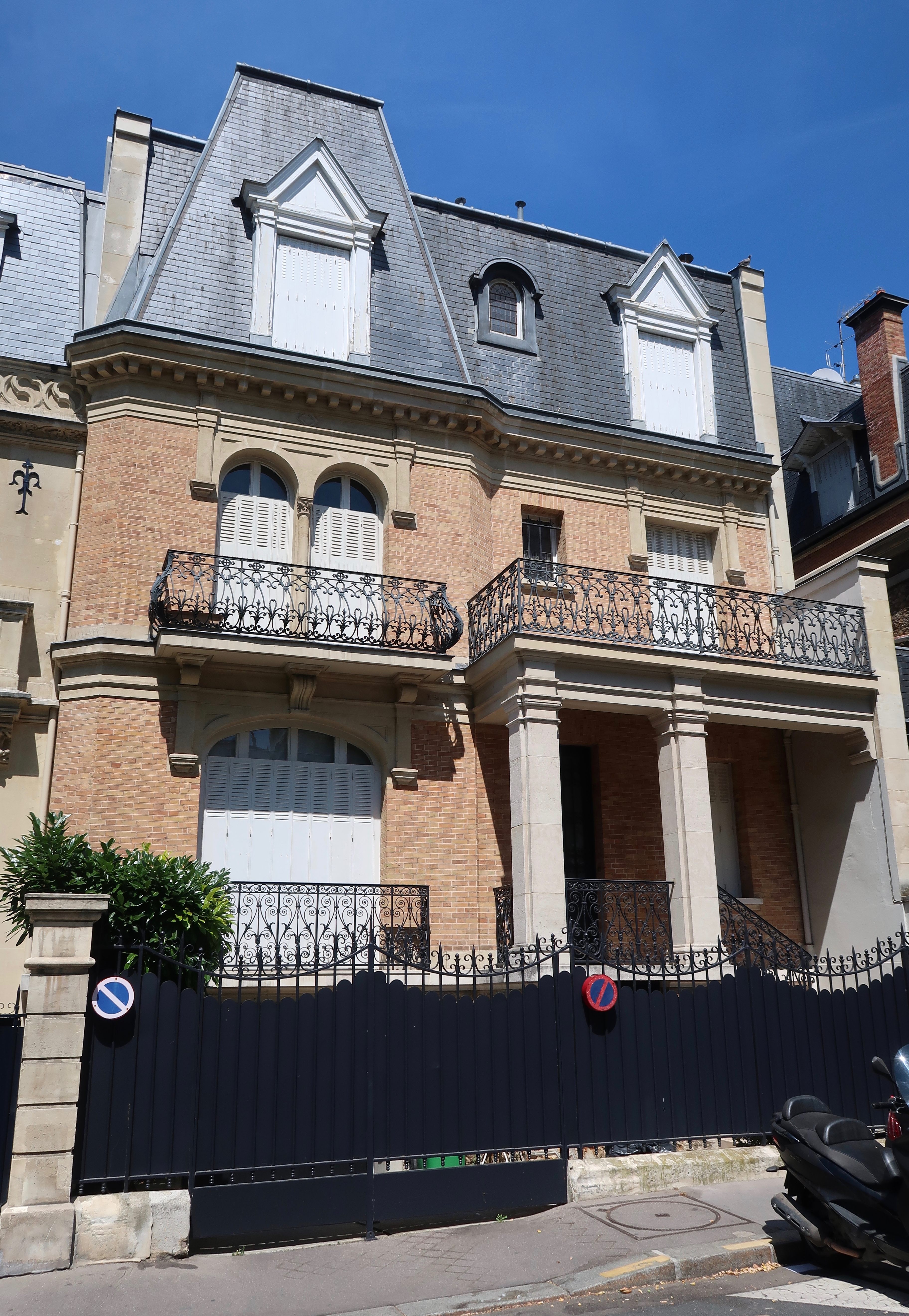
No 8.
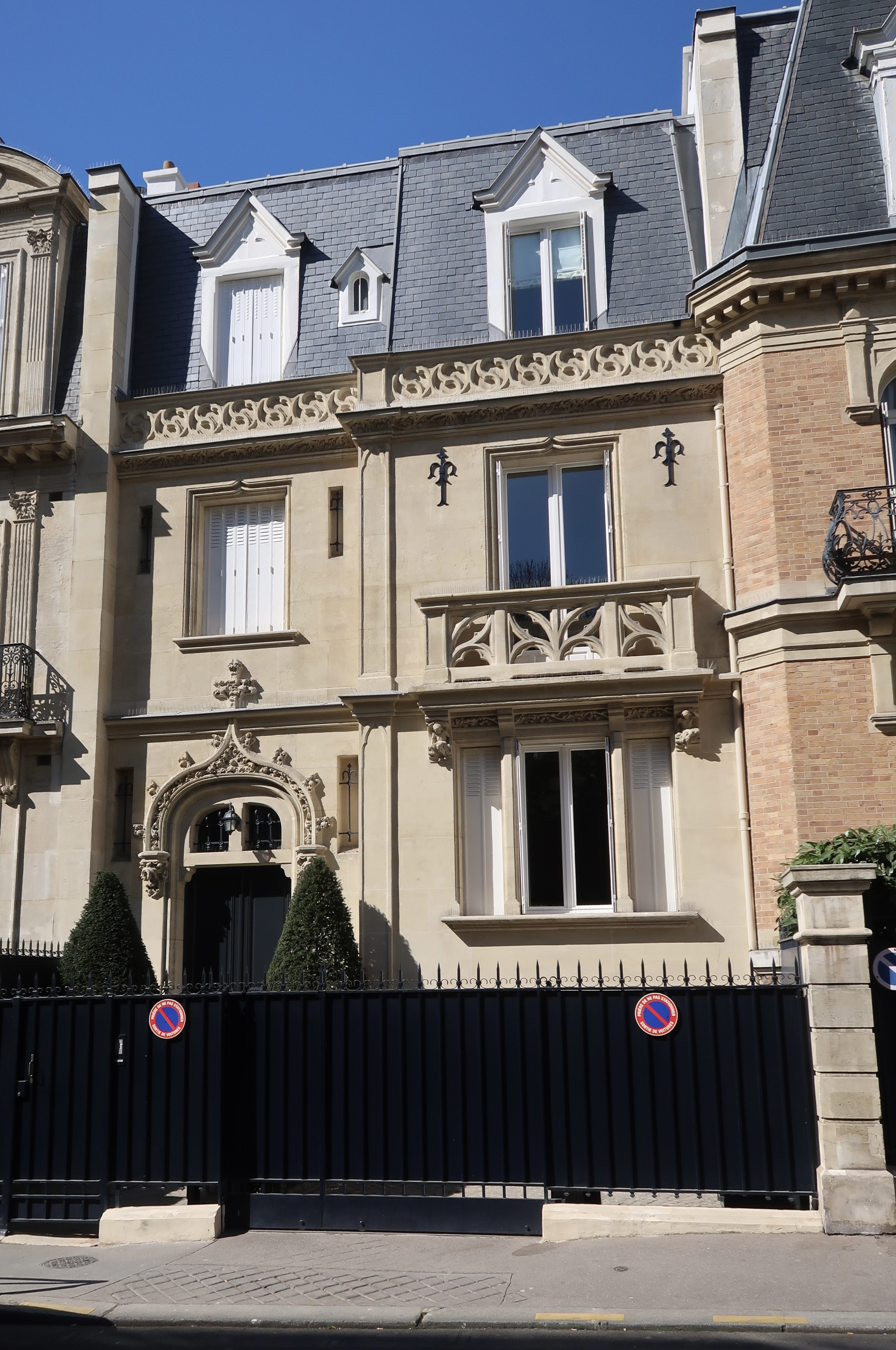
No 10.
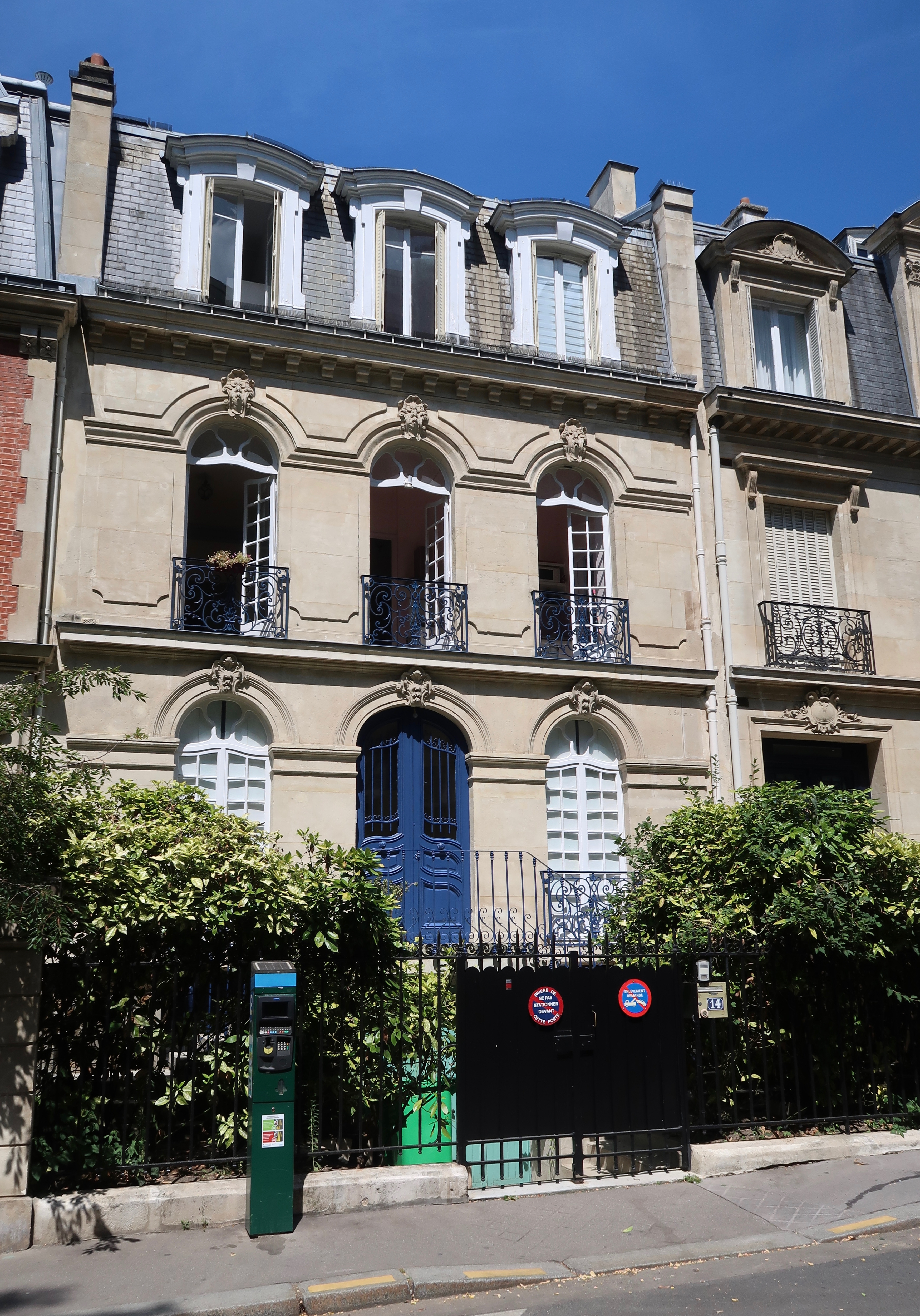
No 14.
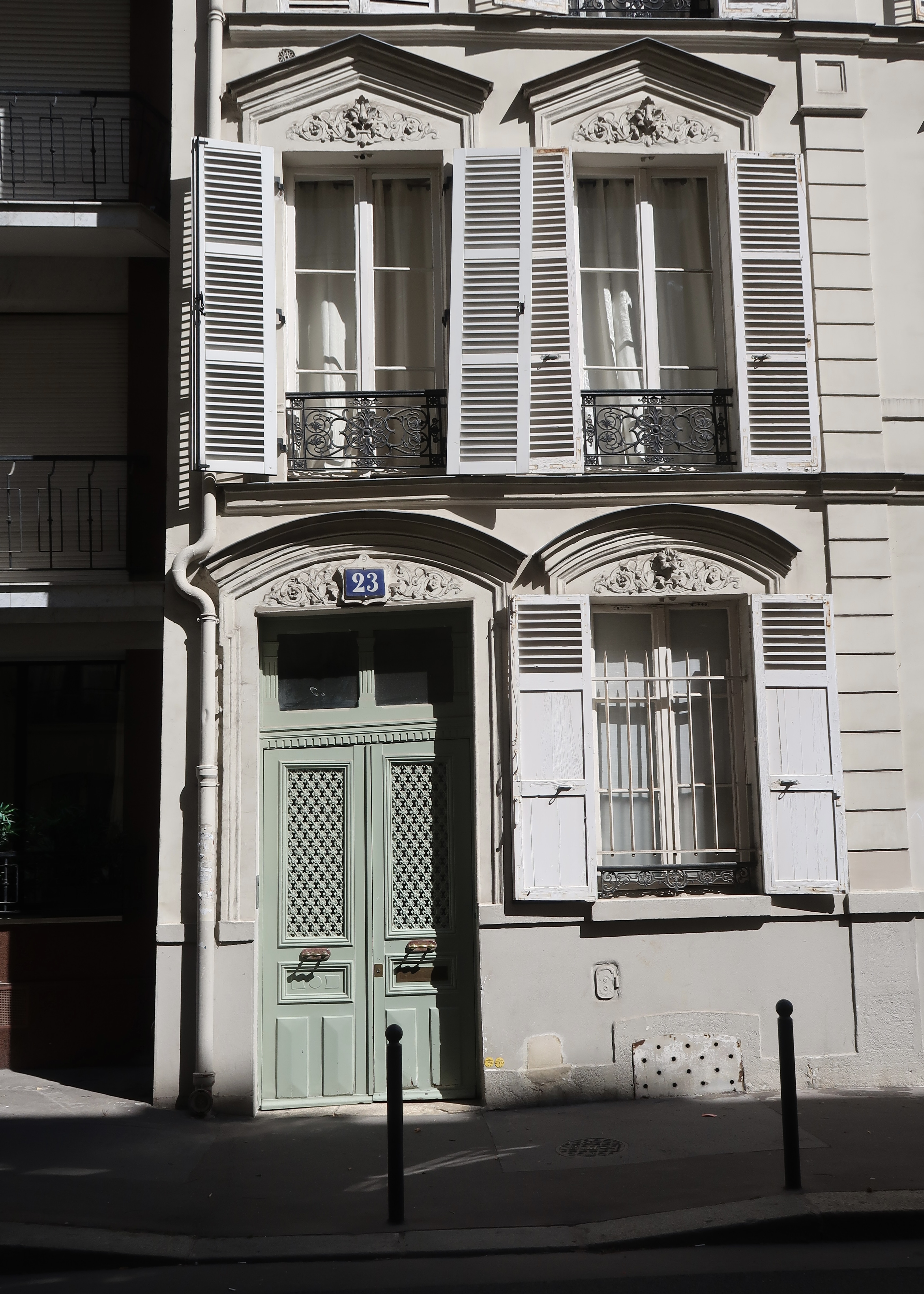
No 23.
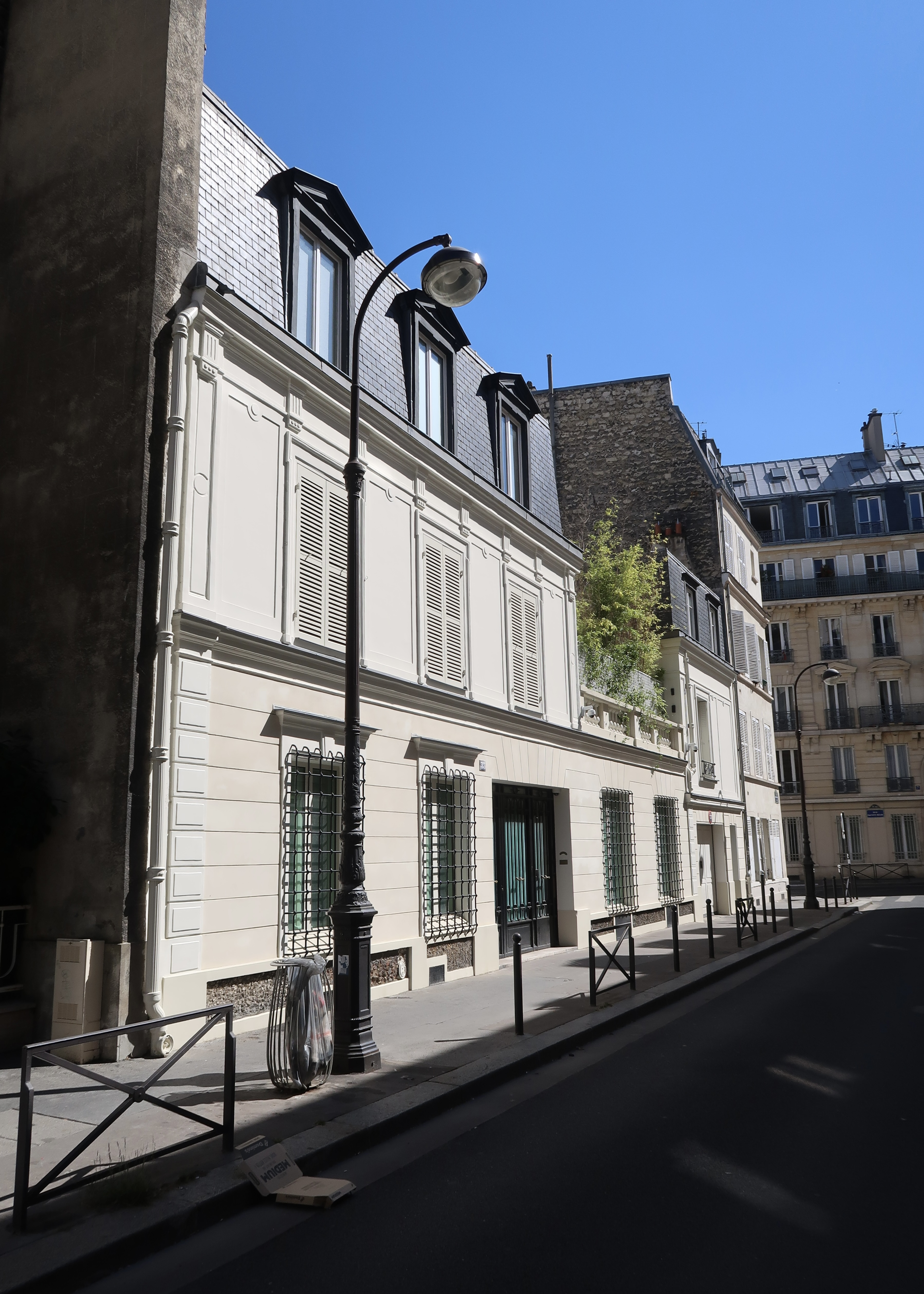
No 33.